# Lichtenberg (Baix Rin)
 Lichtenberg (en alsacià Liechteburi) és un municipi francès, situat a la regió del Gran Est, al departament del Baix Rin. L'any 2005 tenia 550 habitants. Limita amb al nord-est amb Baerenthal, al sud-est amb Offwiller i Rothbach, al sud amb Ingwiller, al sud-oest amb Wimmenau i al nord-oest amb Reipertswiller.
Forma part del cantó d'Ingwiller, del districte de Saverne i de la Comunitat de comunes de Hanau-La Petite Pierre.

## Demografia
| 1962 | 1968 | 1975 | 1982 | 1990 | 1999 |
| ---- | ---- | ---- | ---- | ---- | ---- |
| 500  | 503  | 568  | 553  | 513  | 510  |

## Administració
| Període | Identitat    | Partit |
| ------- | ------------ | ------ |
| 2001-   | Georges Sand |        |